# Nguyễn Bá Khoản
Nguyễn Bá Khoản (3 tháng 7 năm 1917 - 1993) là nghệ sĩ nhiếp ảnh Việt Nam được nhận giải thưởng Hồ Chí Minh về văn học nghệ thuật đợt I (1996).

## Tiểu sử và sự nghiệp
Ông sinh năm 1917 tại thôn Liễu Viên, xã Nghiêm Xuyên, huyện Thường Tín, Hà Tây (nay là Hà Nội), trong một gia đình có truyền thống yêu nước. Ông nội và cha ông tham gia khởi nghĩa Cần vương, một người anh của ông đã tham gia khởi nghĩa Bắc Sơn và bị đày biệt xứ.
Từ năm 1935 đến 1939, trong thời kì Mặt trận Dân chủ Đông Dương, Nguyễn Bá Khoản làm phóng viên cho các tờ báo của Đảng Cộng sản Việt Nam như Tin tức, Bạn dân... Ông là người đi đầu trong lĩnh vực ảnh thời sự báo chí, đặc biệt với những tấm ảnh chụp cuộc biểu tình của 25000 quần chúng ngày 1 tháng 5 năm 1938 tại Cung Đấu Xảo, Hà Nội. Sau thời kì Mặt trận bình dân, ông tiếp tục hoạt động cho nhiều tờ báo như Tin tức, Thời thế, Thời báo, trong điều kiện hết sức khó khăn.
Tháng 8 năm 1945, ông tham gia Tổng khởi nghĩa tại Hà Nội, sau đó lãnh đạo cuộc khởi nghĩa ở Thường Tín, làm Chủ tịch Ủy ban hành chính lâm thời huyện Phú Xuyên. Trong những ngày này, ông đã ghi lại hàng trăm bức ảnh như Chiếm trại lính Bảo an binh ở 140 Hàng Bài, mít tinh trước Nhà hát lớn Hà Nội ngày 17 tháng 8, Cướp chính quyền tại Bắc Bộ phủ, Tuyên ngôn độc lập tại Quảng trường Ba Đình... Tháng 11 năm 1945, ông được cử làm Trưởng phái đoàn thanh tra mặt trận Nam Bộ. Thời gian này, là phóng viên báo Cứu quốc, ông đã đi nhiều nơi trên khắp nơi chiến sự để chụp ảnh. Ông đã chụp nhiều hình ảnh lịch sử của đội quân Nam tiến, có mặt và chụp hàng trăm tấm hình về cuộc chiến đấu của quân dân và Trung đoàn Thủ Đô chiến đấu bảo vệ Hà Nội trong những ngày đầu kháng chiến. Bộ ảnh này đã giúp ông được trao tặng giải thưởng Hồ Chí Minh đợt I năm 1996.
Sau kháng chiến chống Pháp, ông trở về thủ đô, làm cán bộ Bảo tàng Sở Văn hoá Hà Nội. Năm 1970, ông được cử làm phóng viên ảnh Ban Điều tra Tội ác của Đế quốc Mĩ. Dù ở đâu, ông vẫn tiếp tục gắn bó với nghiệp ảnh.
Sau hơn 60 năm cầm máy, ông đã để lại một bộ tư liệu ảnh phong phú. Khi xây dựng Bảo tàng Cách mạng Việt Nam, ông đã hiến 2000 phim gốc và 700 ảnh. Từ năm 1991 đến 1993, ông đã gửi thêm 2000 phim gốc kèm 2000 ảnh có chú thích. Hiện nay, gia đình ông còn gần 5 vạn phim đang được vợ ông là bà Cao Thị Tuyết bảo quản.
Năm 1987, ông được Ban tổ chức trung ương công nhận là nhà lão thành cách mạng cùng 14 người khác, sau đó tiếp được tặng thưởng Huân chương Lao động hạng nhất. Năm 1991, Hội nghệ sĩ nhiếp ảnh Việt Nam và Thông tấn xã Việt Nam đã phối hợp tổ chức triển lãm ảnh đầu tiên của Nguyễn Bá Khoản, trong buổi triển lãm, tổng bí thư Đỗ Mười nhận xét:
“ Tôi rất xúc động khi xem triển lãm ảnh tư liệu của nghệ sĩ Nguyễn Bá Khoản. Đây là những tư liệu quý giá phản ánh chân thực sinh động nhiều sự kiện lịch sử chiến đấu giữ nước oanh liệt của nhân dân ta dưới sự lãnh đạo của Đảng và Bác Hồ kính yêu [...] ”— Đỗ Mười,    
Nghệ sĩ Nguyễn Bá Khoản mất năm 1993, hưởng thọ 76 tuổi.
Năm 1997, tập sách ảnh "Những khoảnh khắc lịch sử qua ống kính Nguyễn Bá Khoản" đã được Nhà xuất bản Quân đội nhân dân xuất bản.